# ヴ

가타카나 ヴ.

히라가나 ゔ.

ヴ, ゔ는 모음 /u/（[u] 또는 [ɯ]）를 표기하는 문자 う, ウ에 탁점을 붙인 문자로 보통은 자음으로 쓰인다. 일본어에서 처음부터 있던 문자는 아니다. 유성 순치 마찰음 /v/ 소리를 가나로 표시하기 위해 사용된다. 일본어에서 외래어는 원칙적으로 가타카나로 표기되므로, 일반적으로 ヴ를 사용한다. 고유명사 등에는 ゔ를 사용하는 경우도 있다.
- 히라가나: ゔ
- 가타카나: ヴ
- 로마자: vu
- 로마자 입력: vu
- 한글 표기: 부

## 역사
/v/ 음을 표기하는 ヴ를 쓰는 것은 후쿠자와 유키치가 창안하여 <<후쿠자와전집서언>>(福澤全集緒言)을 통해 주장한 것으로 ワ゛도 같은 음을 가진다. 1860년 출판된 <<증정화영통어>>(増訂華英通語)에 사용된 사례가 있다.
예전에는 ワ행의 ワ, ヰ, ヱ, ヲ에 탁점을 붙여 /v/ 음을 표기한 ワ゛, ヰ゛, ヱ゛, ヲ゛ 도 사용되었으나, 일반적으로는 사용되지 않았다. 1954년 일본 <국어심의회보고>에서 /v/음은 가능한 한 バ(ba)행을 사용하여 표기하도록 권장하였으나, 1991년 2월 7일에 <국어심의회>가 <외래어의 표기>를 통해 원어에 가능한 한 가까운 표기로 /v/음을 ヴ 로 표기하는 것을 용인하였으며, 같은 해 6월 28일 공포된 일본의 내각고시2호에 따라 일본 '국어표기'의 근거가 마련되었다. 같은 날 일본 문부성에서 나온 <학교교육에서의 외래어 취급에 관하여>에서는 소학교에서는 교육적 배려를 위해 ヴ 의 표기는 피하고, 중학교에서는 일반적으로 バ(ba)행으로 표기하지만 필요한 경우 ヴ로 표기하는 것을 가르치고, 서로 읽고쓰기가 가능하도록 지도지침이 세워졌다.

## 특징
フ(fu)와 같은 원리로 요음(ァ, ィ, ェ, ォ)을 붙여 va, vi, vu, ve, vo 음을 나타낸다. 그리고 쓰이고 있지는 않으나, わ행에 탁음을 붙여 /v/ 음절을 표기하는 ヷ(va), ヸ(vi), ヹ(ve), ヺ(vo)가 유니코드에 등록되어 있다.
현대 일본어에서는 주로 バ、ビ、ブ、ベ、ボ를 사용하며, 거의 쓰이지 않으나 일부의 상표 등에는 가끔씩 사용된다.
히라가나는 입력할 수 없다.
- 예 : ヴァイオリン(バイオリン)-바이올린

## 참고 사항
- "ヴ"는 통상적으로 공문서 국가 표기에 이론상 사용 가능한 경우가 있지만, 공문서에는 2021년 4월 1일부로 해당 글귀가 소멸된 것으로 보인다.
  - 예시 - 세인트키츠 네비스(セントクリストファー・ネイヴィス)

## 같이 보기
- う